# 森山裕樹
森山裕樹（もりやま ゆうき、1985年5月29日 - ）は、トップキュウシュウA日本製鉄八幡ラグビー部に所属するラグビー選手。

## プロフィール
- 広島県出身。
- ポジションはウィング(WTB)。
- 身長 171cm、体重 80kg

## 略歴
2004年、崇徳高校卒業後、流通経済大学に入る。
2008年、流通経済大学卒業後、釜石シーウェイブスに加入。同年9月7日に行われたトップイーストリーグ11第1節の三菱重工相模原ダイナボアーズ戦に先発出場で公式戦初出場を果たした。
2014年、チームの副将（バイスキャプテン）に就任し、チームのトップチャレンジ出場とトップリーグ入れ替え戦出場に貢献した。
2018年、日本製鉄八幡ラグビー部に加入。